# Манн, Сарги
Мартин Оливер Хенсон Манн (англ. Martin Oliver Henson Mann; также известный как Сарги Манн; 29 мая 1937 — 5 апреля 2015) — английский художник. На протяжении своей карьеры Манн писал как пейзажи, так и портреты. Сарги начал терять зрение в 1973 году. Несмотря на это, он продолжил искать новые способы «видеть».

## Ранние годы, образование и преподавание
Сарги Манн родился в 1937 году в Хайте, небольшом приморском городе (графство Кент) в семье Стенли Манна (Stanley Mann) и Марии Манн (англ. Mary Mann). Манн ходил в школу Дартингтон Холл, где проявлял большой интерес к математике, физике и спорту и там же получил своё прозвище. В 16 лет он переехал в Оксфорд, чтобы работать подмастерьем на заводе «Моррис Моторс». Любовь к джазу привела Сарги в музыкальную группу, где он повстречал Дадли Мура. Манн поступил в политехнический институт Хаммерсмит в Лондоне в 1958 году и был принят в колледж искусств Камберуэлла. В нем, а также в центре искусств Камден Сарги преподавал вплоть до 1988 года. На своих уроках особое внимание он уделял преобразующей силе света и цвета.

## Карьера
Первая выставка Манна состоялась в 1963 году. Его картину Карен I показали в шоу «Общество современного портрета» на Бонд-стрит. Однако коммерческий успех был достаточно скромным, и Сарги вернулся в Камберуэлл в 1967 году, чтобы стать первым в истории аспирантом в их школе живописи. Манн переехал на Тоттенхэм-Корт-Роуд в 1964 году, где общаясь с другими творческими личностями, начал раздвигать свои художественные границы. Затем в 1967 году Манн переехал в дом своих друзей — Элизабет Джейн Говард и сэра Кингсли Эмиса в Хартфордшире. Всё своё свободное время Манн рисовал в их саду. Сарги жил с ними до 1976 года, когда он женился на бывшей ученице Фрэнсис Кэри. Примерно в то же время он начал размышлять над тем, где же находятся границы обычного зрения.
Первыми коллекционировать его работы стали Айрис Мёрдок, Джона Бетчеман и Сесил Битон. Поэт-лауреат Сесил Дэй-Льюис и его сын Дэниел Дэй-Льюис некоторое время жили вместе с Манном в Леммонс — доме Кингсли Эмиса, а Дэниел стал заядлым поклонником и коллекционером работ Сарги. Дей-Льюис так говорил о работах Манна: «В его творчестве есть свобода, которую может себе позволить только большой мастер структуры, света и цвета».
В 1973 году Манн участвовал в фестивале искусств в Солсбери, организованном Элизабет Джейн Говард и Джераинтом Джонсом. На выставке были представлена серия работ «Ванная комната в Леммонсе», изображающих комнату в доме его друзей. Экспозиция имела успех и продолжилась в собрании этюдов.
В 1994 году Манн служил сокуратором на выставке Боннара Ле Боске в галерее Хейворд в Лондоне. В 90-х его приглашали читать лекции в итальянский центр искусств Верроккьо и в английскую Королевскую школу рисования.
В 1990 году Манн со своей женой и четырьмя детьми переехал в Суффолк, где и жил до конца своих дней. Знаменитости и видные коллекционеры со всего мира собирали его работы.

## Взгляды и стиль
Зрение Манна начало ухудшаться в 1973 году. В 36 лет у него развилась катаракта на обоих глазах, за которой последовало отслоение сетчатки. Несмотря на операцию по удалению катаракты, отслоение сетчатки и разрывы на роговице сделали один глаз почти слепым, а годы спустя случилась полная потеря зрения. Сарги был официально признан слепым в 1988 году. В этом году он завершил педагогическую карьеру, достигнув материальной стабильности.
Утратив зрение, Манн был вынужден искать новые подходы к рисованию. В документальном фильме Би-би-си 2014 года Сарги описывает этот процесс «как заново изобрести живопись для себя». Сначала он использовал специальный телескоп, чтобы увеличить изображение для ведущего глаза. Манн создавал форму и композицию посредством прикосновения, используя кусочки Blu Tack и резинки, чтобы разметить холсты. Его жена Фрэнсис, тоже художник, помогала ему, смешивая цвета.
Подход Манна изменился не только в техническом смысле, в корне поменялся способ «рождения» его изображений. На смену зрения пришли память и воображение. Его последующие картины — торжество субъективности. Сын Питер создал документальный фильм об адаптивных методах отца. Ограничения, налагаемые зрением, больше не сдерживали Манна, это стало полным творческое освобождение. «Я выбирал палитру для каждой картины интуитивно, мысля открыто, чего раньше никогда бы не позволил себе сделать. Кажется, слепота дала свободу использовать цвет так, как я бы не осмелился, когда мог видеть».
Цвета, представленные в работах Манна, отражают каждый этап изменения его зрения и последствия каждой операции. Первая операция по удалению катаракты «ослепила мозг голубым светом». Один глаз видел иначе, чем другой, и Манн смог сравнить своё восприятие одним и обоими глазами.
До полной слепоты Сарги считал себя преимущественно пейзажистом. После — он всё больше стал уходить в портретную живопись.

## Успех после потери зрения
Став слепым, Манн нарисовал свою жену Фрэнсис, которую он «увидел» наощупь. Сарги так описывал свой способ «видеть»: «Я пытался прикосновениями понять, как расположена она и ее стул. И я обнаружил, что мой мозг… пытается преобразовать трехмерную картину в двухмерную — какой я увидел бы ее своими глазами».

## Освещение в СМИ
Манн был главным героем нескольких документальных фильмов. В 2006 году его сын Питер создал фильм о жизни отца под названием Сарги Манн. Видео сопровождается книгой, написанной в соавторстве Питером и Сарги Манном, под названием Сарги Манн: вероятно, лучший слепой художник в Пекхэме. Манн был также показан на Би-би-си в 2014 году в истории «Слепой художник Сарги Манн: живопись внутренним зрением».
Ряд интервью и статей также рассказывали его историю. В октябре 2006 года в журнале Художники и иллюстраторы появилась статья «Способы видеть» Вирджинии Бостон. 21 ноября 2010 года репортер Тим Адамс из The Observer написал «Сарги Манн: слепой художник из Пекхэма». В марте 2013 года Лора Барбер опубликовала в журнале Порт интервью под названием «10 000 часов: Сарги Манн». Картина Манна «Посмотри на девушку в красном платье» была представлена на Марках ООН для коллекции «Преодоление барьеров» 2013 года. (Сарги был одним из шести выбранных для коллекции художников).
Недавно Сарги Манн был показан в интерактивном проекте Би-би-си История сейчас. Раздел этого фильма «Искусство» рассказывает его путь художника.